# Telediario
Telediario è il telegiornale di La 1, il principale canale della Televisión Española, l'azienda radiotelevisiva pubblica spagnola. La sua trasmissione è iniziata nel 1957 negli studi del Paseo de la Habana a Madrid. Con tre edizioni quotidiane – una al mattino di circa due ore e due di un'ora alle 15:00 e alle 21:00 –, dà ai telespettatori le notizie più rilevanti in ambito nazionale, internazionale, sociale e sportivo. Va in onda anche su 24 Horas e TVE Internacional.

## Storia
In passato il Telediario ha esercitato una grande influenza sui telespettatori spagnoli, sia per la scarsa diffusione della stampa scritta, sia perché fino agli anni ottanta la TVE deteneva il monopolio delle trasmissioni televisive.
Il notiziario è stato ed è tuttora accusato di essere manipolato dal governo, dato che questo in passato nominava direttamente il direttore generale della RTVE (dal 2012 è nominato solo dalla maggioranza assoluta del Congresso dei Deputati); tuttavia, il Telediario è stato il telegiornale più seguito in Spagna e, secondo un'indagine del parlamento spagnolo del 2012, il 42% della popolazione spagnola lo segue per informarsi, percentuale che si eleva al 56% in caso di avvenimenti importanti.
Nel 2023, Carlos Franganillo, da alcuni anni volto della seconda edizione del Telediario, ha lasciato la RTVE per passare a Mediaset España, la filiale spagnola del gruppo Mediaset, per sostituire Pedro Piqueras (anch'esso facente parte in precedenza alla RTVE), alla direzione e conduzione di Informativos Telecinco, il notiziario di Telecinco, a partire dal 15 gennaio 2024. Al suo posto arriva Marta Carazo, ex corrispondente della TVE di Bruxelles.

## Edizioni

### Telediario Matinal
Va in onda dal lunedì al venerdì dalle 6:00 alle 8:00, con un riepilogo dei fatti del giorno alle 7:00. Non viene trasmesso a Natale e nel periodo estivo tra fine luglio e inizio settembre. È condotta da Cristina Pampín e Álex Barreiro.
- Notizie sportive: Carola Serrano
- Meteo: Marc Santandreu, Núria Seró, Andrés Gómez, Martín Barreiro e Silvia Laplana

### Telediario 1
Va in onda dal lunedì al venerdì alle 15:00 per una durata di 50 minuti. È condotta da Alejandra Herranz.
- Notizie sportive: Ana Ibáñez
- Meteo: Albert Barniol, Silvia Laplana, Ana de Roque, Andrés Gómez, Núria Seró, Marc Santandreu, Mònica López e Martín Barreiro

### Telediario 2
Va in onda dal lunedì al venerdì alle 21:00 per una durata di 50 minuti. È condotta da Marta Carazo.
- Notizie sportive: Lara Gandarillas
- Meteo: Silvia Laplana, Ana de Roque, Albert Barniol, Andrés Gómez, Marc Santandreu, Núria Seró, Mònica López e Martín Barreiro

### Telediario Fin de semana 1 e 2
Vanno in onda il sabato e la domenica. La prima (diurna) è trasmessa alle 15:00 con una durata di un'ora in entrambi i giorni mentre la seconda (serale) alle 21:00 per una durata di 30 minuti il sabato e un'ora la domenica. È condotta da Lara Siscar e Igor Gómez.
- Notizie sportive: Marcos López
- Meteo: Andrés Gómez, Marc Santandreu, Núria Seró, Silvia Laplana, Ana de Roque, Albert Barniol, Mònica López e Martín Barreiro

## Informativos territoriales
Oltre al Telediario, ci sono dei notiziari regionali in onda su La 1, denominati informativos territoriales, i quali vanno in onda dal lunedì al venerdì alle 14:00 e alle 15:45, su La 1, rispettivamente prima e in coda al Telediario; fanno eccezione le Isole Canarie, in cui la prima edizione va in onda alle 14:45 e vi è anche un'edizione ogni sabato e domenica alle 13:00, e la Catalogna, dove il notiziario è trasmesso anche nel weekend alle 14:00. Proprio in queste due comunità autonome esistono degli spazi dedicati nei palinsesti di La 2 e 24 Horas, rispettivamente per la seconda edizione quotidiana del Telecanarias e per El Vespre; fino al 2004, invece, ciascuna comunità trasmetteva il proprio notiziario anche su La 2.
Peculiarità di alcuni centri territoriali è quella di trasmettere brevi spazi o addirittura l'intera edizione del notiziario regionale nella lingua co-ufficiale della comunità autonoma di appartenenza.
Ogni notiziario è identificato da un nome proprio come di seguito:
- Noticias Andalucía in Andalusia, trasmesso in spagnolo;
- Noticias Aragón in Aragona, trasmesso in spagnolo;
- Panorama Regional nelle Asturie, trasmesso in spagnolo;
- Informatiu Balear nelle Isole Baleari, trasmesso in catalano;
- Telenorte nei Paesi Baschi, trasmesso in spagnolo con un breve spazio (Gaurkoak) trasmesso in basco al termine del notiziario;
- Telecanarias nelle Isole Canarie, trasmesso in spagnolo;
- Telecantabria in Cantabria, trasmesso in spagnolo;
- Noticias Castilla-La Mancha in Castiglia-La Mancia, trasmesso in spagnolo;
- Noticias Castilla y León in Castiglia e León, trasmesso in spagnolo;
- L'informatiu in Catalogna, trasmesso in catalano;
- Noticias de Ceuta nella città autonoma di Ceuta, trasmesso in spagnolo;
- Noticias Extremadura in Estremadura, trasmesso in spagnolo;
- Telexornal in Galizia, trasmesso in galiziano;
- Telerioja nella Rioja, trasmesso in spagnolo;
- Informativo Madrid nella comunità di Madrid, trasmesso in spagnolo;
- Noticias de Melilla nella città autonoma di Melilla, trasmesso in spagnolo;
- Noticias Murcia nella regione di Murcia, trasmesso in spagnolo;
- Telenavarra nella Navarra, trasmesso in spagnolo con un breve spazio (Arin Arin) trasmesso in basco al termine del notiziario;
- L'informatiu Comunitat Valenciana nella Comunità Valenciana, trasmesso in valenciano[1].

## Normativa giuridica
I principi che orientano questo notiziario sono riconosciuti nell'ordinamento giuridico spagnolo, che nell'articolo 20 della costituzione spagnola ordina che: «La Legge regolerà l'organizzazione e il controllo parlamentare dei mezzi di comunicazione sociale dipendenti dallo Stato o da qualunque ente pubblico, e garantirà l'accesso a tali mezzi da parte di gruppi sociali e politici rilevanti, rispettando il pluralismo della società e le diverse lingue della Spagna». La legge che per 24 anni ha regolato il funzionamento della televisione pubblica in Spagna (legge 4/1980, del 10 gennaio, del Estatuto de la Radio y la Televisión) nell'articolo 4 riconosce il mandato di mantenere « [...] l'obiettività, la veridicità e l'imparzialità delle informazioni». La vigente legge 17/2006 del 5 giugno sulla radio e la televisione ordina a TVE, nel suo articolo 3 di « [...] garantire l'informazione obiettiva, vera e plurale, che si dovrà accostare pienamente al criterio dell'indipendenza professionale e al pluralismo politico, sociale ed ideologico presente nella nostra società, così come alla norma di distinguere e separare, in maniera evidente, l'informazione dall'opinione».